# Анна Лисянська
Анна Лисянська (нар. Київ, Україна) — україно-американська інформатикиня, криптографиня, відома своїми дослідженнями щодо електронних цифрових підписів й анонімних цифрових даних.  Вона є професором комп'ютерних наук в Браунському Університеті. 

## Раннє життя та освіта
Лисянська виросла у Києві і приїхала до США в 1993 році для навчання в коледжі Сміта,, який вона закінчила в 1997 році. Вона пішла в Массачусетський технологічний інститут для навчання в магістратурі, отримала ступінь магістра в 1999 році і захистила кандидатську в 2002 році. Її дисертацією, «Схеми підпису і програми до розробки криптографічних протоколів», керував Рональд Рівест.

## Кар'єра
Після закінчення докторської дисертації Лисянська почала працювати на факультеті університету Брауна в 2002 році. 
Вона є членом ради директорів Міжнародної асоціації криптологічних досліджень, вперше була обрана в 2012 році, і переобрана на два додаткові трирічні терміни у 2015 та 2018 роках. 